# ZB vz. 37
A ZB vz. 37 (gyári jelölése ZB53) egy csehszlovák gyártmányú közepes géppuska volt melyet a második világháború előtt fejlesztettek ki.

## Történet
A csehszlovák fegyvergyárak az első világháború után sokáig próbálkoztak modern géppuskákat gyártani a régi Schwarzlose géppuskák lecserélésére, de az 1930-as évek közepéig nem találtak megfelelő fegyvert. Ekkor sikerült kifejleszteni a 7,92 mm-es lőszert tüzelő ZB vz. 37-est, melyet a Holek fivérek terveztek. A fejlesztési munkálatok 1930-ban kezdődtek, melyeket a ZB gyár saját költségein kezdett a hadsereg támogatása nélkül. A cél egy hevederes töltésű közepes géppuska kifejlesztése volt, melynek tűzgyorsasága állítható (alacsonyabb tűzgyorsaság a földi, magasabb tűzgyorsaság a légi célok ellen) és alkalmas a hosszabb sorozatok leadására. Az első prototípusok vízhűtéses rendszerűek voltak, de 1932-ben egy új, léghűtéses, hátrasiklásos fegyvert mutattak be a csehszlovák hadseregnek ZB50 gyári jelöléssel. A próbák során a ZB50 nem bizonyult elég megbízhatónak, főleg mikor magas tűzgyorsaságra állították, így a munkálatokat tovább folytatták egy új gázüzemű fegyveren. Egy köztes tervezet, a ZB52 1933-ban jelent meg, majd a következő évben bemutatták a továbbfejlesztett ZB53-as közepes géppuskát.
1935-ben a csehszlovák hadsereg 500 darab ZB53-as közepes géppuskát vásárolt tesztelési céllal, melyeket vz. 35 jelöléssel láttak el. Alapos próbák után a hadsereg több ponton finomítást igényelt, majd végül 1937-ben ZB vz. 37 jelöléssel rendszeresítették az új géppuskát. Abban az évben a brit Birmingham Small Arms cég megvásárolta a fegyver harcjárműbe szánt változatának licencét, majd megkezdte gyártását BESA jelölés alatt. Kisebb társához, a ZB vz. 26 könnyűgéppuskához hasonlóan ezt a fegyvert is széles körben exportálták. A vásárlók között volt Kína, Irán, Románia és Jugoszlávia, illetve más európai és dél-amerikai országok. Mivel a csehszlovák hadseregben főleg anyagi okok miatt nem mutattak túl nagy érdeklődést a közepes géppuskák iránt, így a legyártott fegyverek kétharmadát eladták. A vz. 37 gyártása a német megszállás alatt is folytatódott 1939 és 1941 között, majd a németek Maschinengewehr 37(t) jelölés alatt rendszeresítették a géppuskát.

## Leírás
A ZB vz. 37 gázműködtetésű, gázdugattyúja a puskacső alatt helyezkedik el. Zárja hasonló a ZB vz. 26 géppuskáéhoz. A vz. 37 működése két okból is szokatlan. Először is rendelkezik egy tűzgyorsaság szabályozóval. Másodszor tokja, amely magában foglalja a fegyvercsövet, a gázvezetőt és a reteszcsoportot, a fegyver külső burkolatán belül mozog saját helyretolórugójával ellentétesen. A rugó a tok felett helyezkedik el, közvetlenül a töltőegység mögött. Ennek a rendszernek a célja a vibráció csökkentése.
A vz. 37 hevederes töltésű, fémhevederei nem szétválóak, töltése jobb oldalról történik. Az elsütőszerkezet külön foglalatban kap helyet a tok alatt. Itt kap helyet a hüvelykujjal működtetett elsütőbillentyű, amely egyben a biztosító és a tűzváltókar, és a kettős összecsukható fogantyú. A fogantyúkat függőlegesen lehet összecsukni a könnyebb szállíthatóság és raktározhatóság érdekében.
A fegyver nyílt irányzékkal rendelkezik, melynek állítható hátsó része a tokon, első része a puskacsövön helyezkedik el. Légvédelmi célra gyűrűs típusú irányzékok szerelhetőek a fegyverre.
A vz. 37-est különféle háromlábú állványokra lehet szerelni, melyek a fegyverhez hasonlóan magas minőségűek. A fegyver maga viszonylag bonyolult, gyártása drága, de használata kényelmes. Az állványok magassága állítható, így a lövész ülő, térdelő vagy légvédelmi célra álló pozícióból is tüzelhet a fegyverrel.